# Roberta Smith

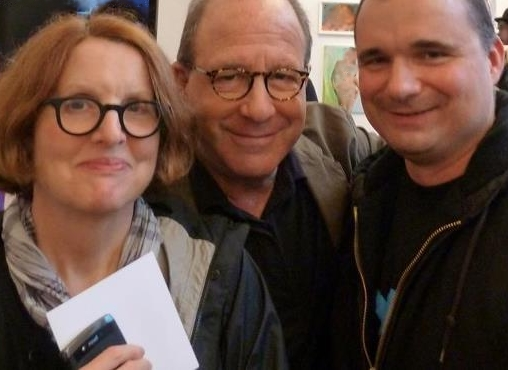
Roberta Smith, Jerry Saltz, Terry Ward, NYC Chelsea 2012

Roberta Smith (* 1947 in New York City) ist eine US-amerikanische Kunstkritikerin.

## Werdegang
Roberta Smith wurde in New York City geboren und wuchs in Lawrence (Kansas) auf. Den Bachelor erlangte sie am Grinnell College. In den späten 1960er Jahren knüpfte sie erste Kontakte zu Künstlern, 1968 war sie in der Corcoran Gallery of Art in Washington, D.C. tätig. Smith zog nach New York  und nahm 1971 eine Stelle als Sekretärin im Museum of Modern Art an. Sie war Teilnehmerin des freien Studienprogramms des Whitney Museums. Dort lernte sie Donald Judd kennen.
Ab 1972 arbeitete sie für die Paula Cooper Gallery und begann später Kritiken für Artforum, die New York Times, Art in America und The Village Voice (1981–1985) zu verfassen. Aufmerksamkeit erregte sie mit Texten über Philip Gustons späte Malereien, die Skulpturen von Richard Artschwager und die Performances von Scott Burton. Seit 1986 ist Smith Kunstkritikerin bei der New York Times. Sie schrieb zahlreiche Essays für Ausstellungskataloge und Monografien zeitgenössischer Künstler, wie zum Beispiel von Donald Judd, Alex Katz, Elizabeth Murray und Cy Twombly.
Roberta Smith lebt in New York City und ist seit 1992 mit dem Kunstkritiker Jerry Saltz verheiratet. Sie hält Vorträge und hatte Lehraufträge an der School of Visual Arts und der Rhode Island School of Design.

## Auszeichnungen (Auswahl)
- 1975, 1980: National Endowment for the Arts
- 2003: Frank Jewett Mather Preis für Kunstkritiker von der College Art Association